# هو شی مین
هوشی‌مین (به ویتنامی: Hồ Chí Minh)
؛ (۱۹ مه ۱۸۹۰–۲ سپتامبر ۱۹۶۹)، تولد نگوین سین، همچنین با نام‌های نگوین تات نان، نگوین آی کیووش، باش هو، یا به‌صورت ساده‌تر باش (به معنای عمو)، یک سیاستمدار و انقلابی اهل ویتنام بود. او از سال ۱۹۴۵ تا ۱۹۵۵ به‌عنوان نخست‌وزیر ویتنام شمالی و از سال ۱۹۴۵ تا ۱۹۶۹ به‌عنوان رئیس‌جمهور ویتنام شمالی خدمت کرد. او از نظر ایدئولوژیک مارکسیست - لنینیست بود و از ۱۹ فوریه ۱۹۵۱ تا ۲ سپتامبر ۱۹۶۹ عنوان دبیرکل حزب کارگران ویتنام را نیز دارا بود.
هوشی مین از سال ۱۹۴۱ به بعد، جنبش استقلال طلبی ویت مین را رهبری کرد، در سال ۱۹۴۵، حکومت کمونیستی جمهوری دمکراتیک ویتنام را ایجاد کرد و در نبرد دین پین فو در سال ۱۹۵۱، اتحادیه فرانسه را شکست و به نخستین جنگ هندوچین پایان داد. او در طی جنگ ویتنام، که از ۱۹۵۵ تا ۱۹۷۵ ادامه داشت، نقش کلیدی را در ارتش خلق ویتنام و ویت کنگ ایفا کرد. در اواخر جنگ، جمهوری دمکراتیک ویتنام بر ایالات متحده و جمهوری ویتنام جنوبی پیروز شد و ویتنام جنوبی و شمالی رسماً در سال ۱۹۷۶ با هم یکی شدند. شهر سایگون، پایتخت ویتنام جنوبی، به افتخار هو شی مین، به نام او تغییر نام داد. هو در سال ۱۹۶۵، به دلیل وضعیت وخیم سلامتی، از قدرت کنار رفت و در سال ۱۹۶۹ درگذشت.
جزئیات زندگی هو شی مین، قبل از به قدرت رسیدن در ویتنام، اطلاعات زیادی در دسترس نیست. مشهور است که او قریب ۵۰: 582  تا ۲۰۰ نام مستعار استفاده کرده است. اطلاعات مربوط به تولد و اوایل زندگی او نیز مبهم است. حداقل چهار بیوگرافی رسمی موجود در نام، تاریخ، مکان و سایر حقایق مهم تفاوت دارند در حالی که بیوگرافی‌های غیررسمی حتی به‌طور گسترده‌تری متفاوت تر هستند.
هو جدا از سیاستمداری، نویسنده، شاعر و روزنامه‌نگار نیز بوده است. او چندین کتاب، مقاله و شعر به زبان‌های فرانسوی، انگلیسی، چینی و ویتنامی نوشته است.

## زندگی
هوشی‌مین با نام اصلی نگوین سین شانگ در سال ۱۸۹۰، در روستای هوانگ ترو (نام معبد محلی نزدیک لانگ سن)، روستای مادرش، به دنیا آمد. اگرچه سال ۱۸۹۰، به‌طور کلی به‌عنوان سال تولد هو شی مین پذیرفته شده است، در زمان‌های مختلف، او از چهار تاریخ تولد دیگر استفاده کرده است: ۱۸۹۱، ۱۸۹۲، ۱۸۹۴ و ۱۸۹۵. از سال ۱۸۹۵، او در دهکده پدرش نگوین سین ساش (نگین سین‌های)، لانگ سن، کیم لین، نام دان و استان ناگ آن بزرگ شد.
او سه خواهر و برادر داشت. خواهرش باش لین (نگوین تی تان)، کارمند ارتش فرانسه بود؛ برادرش نگوین سین خیم (نگوین تات دات)، گیاه‌شناس و متخصص گیاهان دارویی، برادر دیگرش (نگوین سین نهوآن) در نوزادی از دنیا رفت. شانگ (هو) در دوران کودکی، پیش از کلاس‌های رسمی‌تر، نزد پدرش و معلمی به نام وونگ توش دو، درس خواند. او به سرعت در نوشتن خط چینی، یک پیش نیاز برای مطالعه جدی کنفوسیوسیسم، ماهر شد. در نوشتار محاوره ای ویتنامی نیز مهارت کسب کرد.: 21  او علاوه بر تحصیل، عاشق ماجراجویی و بادبادک بازی و ماهیگیری بود.: 21  پدرش، به پیروی از سنت‌های کنفوسیسوسیم، در ۱۰ سالگی نام جدیدی، به شانگ داد: نگوین تات تان (نگوین تربیت شده)
پدر وی یک دانشجو و معلم کنفوسیوسی بود و بعداً یک قاضی سلطنتی در منطقه کوچک و دور افتاده بین خه (کوی نون) شد. وی پس از اینکه یک شخصیت بانفوذ محلی چندین روز پس از اینکه ۱۰۲ ضربه شلاق را به عنوان مجازات برای تخلفات دریافت کرد، به خاطر سوءاستفاده از قدرت تنزل درجه داده شد.: 21  پدرش شایسته خدمت در تشریفات اداری امپراطوری بود، ولی از آن رو که نمی‌خواست به فرانسویان خدمت کند، امتناع ورزید. این امر تان (هو) را به شورش در سنین پایین سوق داد و به نظر می‌رسید که برای این استان یک چیز عادی است. با این وجود، وی تحصیلات فرانسوی را فرا گرفت و در کالج کوش هوش (لیسه یا تحصیلات متوسطه) در هوئه تحصیل کرد. شاگردان وی، فام وان دونگ و وو گوین جیاپ، و همچنین نگو دین دیم، رئیس‌جمهور آینده ویتنام جنوبی (و رقیب سیاسی او) نیز در این مدرسه حضور داشتند.
از همان عنفوان جوانی بحث‌های پدرش با رفقای وطن پرستش، و تبلیغات منفی علیه استعمار فرانسه، او را لبریز از عشق به میهن و مردمش کرد. هوشی مین از پانزده سالگی همکاری زیرزمینی با مبارزین جوان دانشگاه‌ها را آغاز کرد. پس از اتمام تحصیلات دانشگاهی (۱۹۰۵–۱۹۱۰) و شکست جنبش‌های وطن پرستانه ـ که نتیجه دوری از اهداف سیاسی انقلاب ویتنام، یعنی کوتاه کردن دست استعمارگران فرانسوی و کسب استقلال ملی و از بین بردن روابط ارباب و رعیتی و پخش زمین به دهقانان، این وسیع‌ترین نیروهای انقلابی خلق ویتنام بود- برای تدریس در ایالت فان تیت عازم سایگون شد، پس از مدتی زندگی در این شهر، هوشی مین که تمایلش به آرمان‌های آزادی و حقوق مدنی و دموکراسی و علوم جدید و تکنولوژی زیاد بود، به عنوان کمک آشپز در یک کشتی فرانسوی رهسپار اروپا شد و از آنجا به آفریقا و آمریکا رفت.
در این مدت باغبانی، پیشخدمتی، عکاسی و غیره کرد تا زندگی را بگذراند و در همین ایام بی عدالتی سرمایه‌داری را از نزدیک شاهد شد و خود لمس کرد. سفرهای او به کشورهای مستعمراتی آفریقا، ستم سرمایه‌داری را به او نشان داد و وی را به این نتیجه رساند که سرمایه‌داری همه جا بی رحم و غیرانسانی است و همه جا طبقه کارگر و مردم زحمتکش تحت فشار و استثمار وحشیانه قرار دارند.

## پس از جنگ جهانی اول
در سال ۱۹۱۸، پس از پایان جنگ اول جهانی و پیروزی انقلاب در روسیه، او عریضه‌ای شامل ۸ ماده، تحت عنوان «حقوق ملل» به کنفرانسی که از کشورهای سرمایه‌داری پیروز برای تقسیم بازارهای دنیا در ورسای گرد هم آمده بودند، ارسال داشت و در آن خواستار شد که فرانسه حقوق مردم ویتنام را برای آزادی و دمکراسی و مساوات و حق تعیین سرنوشت به رسمیت بشناسد. گرچه این عریضه همانند بمبی افکار عمومی فرانسه و دیگر مستعمرات این کشور را لرزاند ولی هوشی‌مین ـ پس از آن که کنفرانس عریضه او را بی جواب گذاشت، این تجربه را به‌دست‌ آورد که اظهارات امپریالیست‌ها راجع به آزادی و دمکراسی و حقوق بشر تنها کلمات شیرینی بودند که برای گول‌زدن مردم تحت ستم از آن‌ها استفاده می‌شد.

## تأثیر از انقلاب اکتبر

۱۹۲۱

پس از انقلاب اکتبر در روسیه، پس از خواندن تزهای لنین دربارهٔ مسئله ملی و استعماری، هوشی مین چنان تحت تأثیر قرار گرفت که تنها در اتاقش قدم می‌زد و با صدای بلند، چنان‌که گویی توده‌ها را مورد خطاب قرار می‌دهد، می‌گفت: «هموطنان ستم‌کش! اینست آنچه ما بدان احتیاج داریم. اینست راه ما به رهایی». سپس در سال ۱۹۲۰، در کنگره حزب سوسیالیست فرانسه در شهر تور (فرانسه) شرکت جست و به همراه بهترین مارکسیست‌های فرانسوی، حزب کمونیست فرانسه را بنیان‌گذاری کرد. به این ترتیب هوشی‌مین یکی از نخستین اعضای حزب کمونیست فرانسه و اولین ویتنامی کمونیست نیز بود. هوشی مین با کمک حزب کمونیست فرانسه و همراه تعدادی از وطن دوستان دیگر مستعمرات فرانسه، «اتحادیه بین مستعمرات» را تشکیل داد و خود به عنوان عضو کمیته مرکزی و عضو دایم این کمیته انتخاب گردید. او با نشر «روزنامه لوپاریا» و تهیه مقالات و اعلامیه‌ها (مانند «استعمار فرانسه در مقابل دادگاه») به مبارزه خود علیه استعمار ادامه می‌داد.

در سوگ مرگ لنین (۱۹۲۴) هوشی‌مین چنین نوشت:
«ما عمیقاً از فقدان غیرقابل جبران لنین متاسفیم و همراه با همه مردم دنیا در غم خواهران و براداران خود شریک هستیم. مع‌هذا ما معتقدیم کمینترن و بخش‌های آن در کشورهای مستعمره رهنمودها و توصیه‌های او را دنبال خواهد کرد. لنین زمانی که زنده بود، پدر ما، معلم ما، رفیق ما و راهنمای ما بود و حال ستاره راهنمایی است که راه انقلاب سوسیالیستی را به ما نشان می‌دهد».
 او در پرتو تزهای لنینی چنین اضافه می‌کرد: «سرنوشت دنیای پرولتری به مقیاس وسیعی به مستعمرات، که غذا و نیروی قدرت‌های امپریالیستی را تهیه می‌کنند، وابسته است. اگر ما بخواهیم امپریالیسم را شکست بدهیم، باید از قطع منافع آن در مستعمرات آغاز کنیم.»

## پیروزی انقلاب ویتنام
پیروزی انقلاب اوت ۱۹۴۵ در ویتنام، این دید انقلابی هوشی‌مین را کاملاً به اثبات رسانید؛ ولی این پیروزی به آسانی به‌دست نیامد. هوشی‌مین با دید روشنی که از هدف‌ها و نیروهای انقلابی داشت، نشان داد که دشمن اصلی خلق ویتنام امپریالیسم و عوامل داخلی آن‌ها یعنی فئودال‌ها هستند. او ایمان راسخی به سوسیالیسم علمی و به شکست ناپذیر بودن نیروی انقلابی توده‌های زحمتکش داشت.

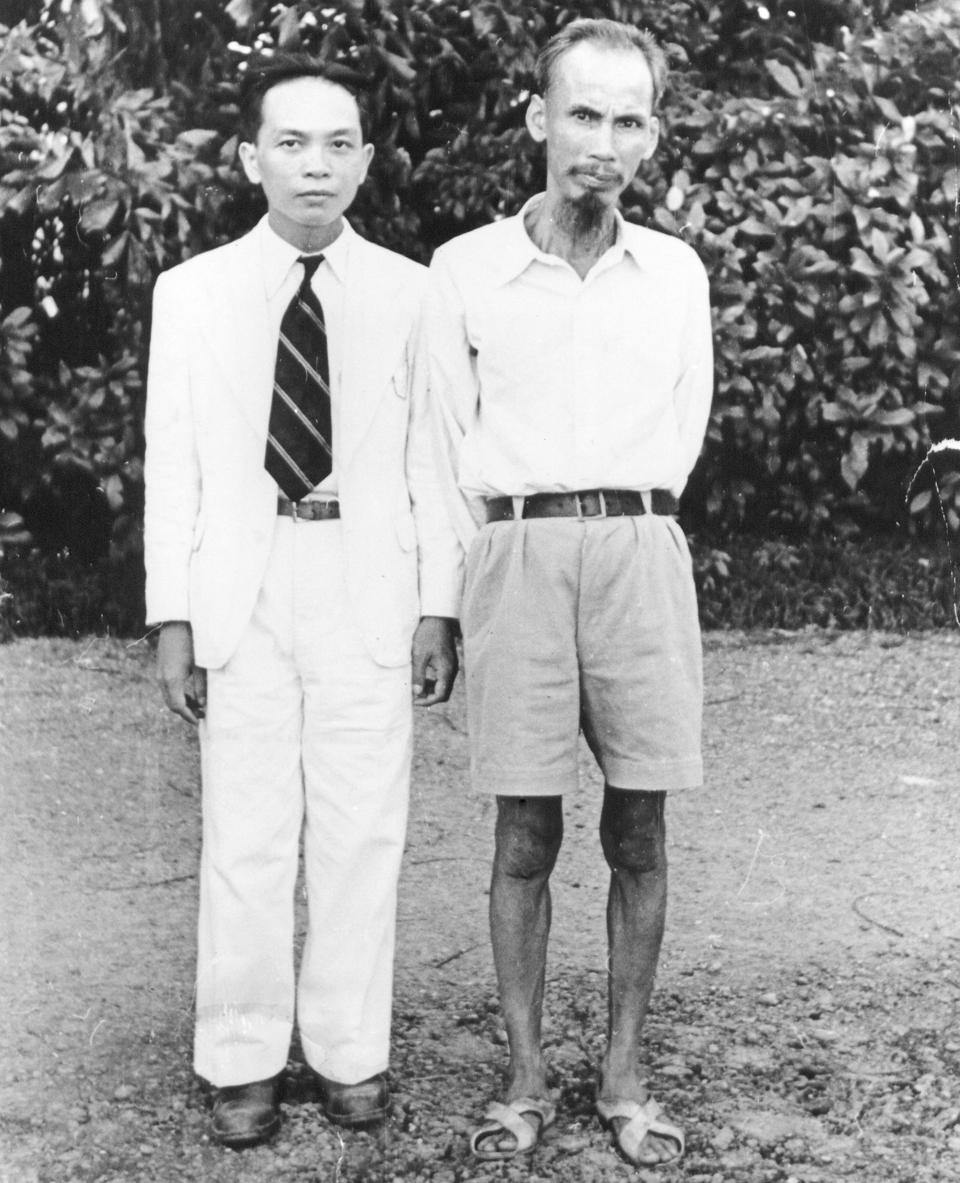
۱۹۴۵

او می‌گفت: «قدم به قدم در راه مبارزه، با ترکیب کردن تعلیم تئوری مارکسیسم ـ لنینیسم و فعالیت‌های علمی، رفته رفته فهمیدم که تنها سوسیالیسم، تنها کمونیسم می‌تواند مردم زحمتکش دنیا را از یوغ بندگی رها سازد.» و برای سرنگون کردن حکومت استثمارگران و نمایندگان فئودال آن‌ها، وی درک کرده بود که تنها وجود یک حزب نیرومند مجهز به تئوری مارکسیسم ـ لنینیسم می‌تواند به چنین پیروزی برسد. این چنین بود که او در راه تشکیل چنین حزبی قدم پیش گذاشت. هوشی‌مین در سپتامبر ۱۹۲۴، پس از مدتی اقامت در اتحاد جماهیر شوروی، به کانتون در چین رفت و به سازماندهی در راه ایجاد حزب کمونیست مشغول شد. او منتخبی از جوانان را، که هسته رهبری حزب را به وجود آوردند، به نام «سازمان انقلابی جوانان ویتنام» متشکل کرد و «اتحادیه مردم ستمدیده آسیا» را، که دارای بخش ویتنامی نیز بود، پایه‌گذاری کرد. وی با نشر هفته نامه‌ای بنام تان نی ان (جوانان) و نوشتن کتابی بنام «راه انقلاب» به تربیت تئوریک انقلابیون پرداخت. او داشتن خصایل انقلابی ـ مانند کوشایی، قناعت، از خود گذشتگی، مصمم بودن به تصحیح نقایص خود و پرهیز از لاف زنی و خودستایی، انطباق دادن حرف با عمل، راسخ بودن در اعتقادات انقلابی ـ را کافی نمی‌دانست و انقلابیون را به فراگرفتن تئوری مارکسیسم ـ لنینیسم و درک راه و روش انقلابی تشویق می‌کرد.
او همواره این جمله‌های لنین را یادآوری می‌کرد: «بدون یک تئوری انقلابی هرگز یک جنبش انقلابی وجود نخواهد داشت. . . و فقط یک حزب که با تئوری پیشاهنگ رهبری می‌شود، می‌تواند نقش خود را به عنوان مبارز پیشاهنگ ایفا نماید.» او می‌دانست که انقلاب امر مشترک توده هاست و نه اقدام عده‌ای قلیل. انقلابیون باید آگاه باشند که کارگران و دهقانان نیروی اساسی انقلابند. او همچنین تأکید می‌کرد که انقلاب ویتنام بخشی از انقلاب جهانی است که خط مشی کمونیسم بین‌المللی را دنبال کرده است. هوشی‌مین افکار انقلابی مارکسیتی ـ لنینیستی را به وسیله هفته‌نامه جوانان و «جاده انقلاب» ترویج می‌کرد؛ ولی اختلافات سه سازمان کمونیستی ویتنامی ـ «حزب کمونیست هندوچین»، «حزب کمونیست آنام» و «فدراسیون کمونیست هندوچین» ـ که با وجود کار مداوم و بسیج توده‌ها، کار تبلیغاتی یکدیگر را بسختی مورد انتقاد قرار می‌دادند، روز به روز شدیدتر می‌شد. سرانجام هوشی‌مین، به عنوان نماینده کمینترن، توانست در فوریه ۱۹۳۰ در کولون (نزدیک هنگ کنگ) کنگره وحدت را منعقد سازد. در این کنگره، که تحت ریاست او صورت گرفت، سه سازمان کمونیستی در یکدیگر ادغام و به سازمان واحدی بنام «حزب کمونیست ویتنام» تبدیل شدند. طرح برنامه و استراتژی و اساسنامه حزبی که به وسیلهٔ هوشی‌مین تهیه شده بود، در آنجا به تصویب رسید.
در پرتو رهنمودهای حزب کمونیست ویتنام، که خط مشی درستی را انتخاب کرده بود، ویتنام توانست در مقابل طوفان‌های سختی که در انتظارش بود، همانند صخره‌ای مقاومت کند. هوشی مین بارها تأیید کرده بود که نخست حزب باید مستحکم گردد. چه بسیار اعضا حزب که در جنبش انقلابی ساخته شده بودند؛ ولی فرصت برای مطالعه منظم تئوری مارکسیسم ـ لنینیسم و راه و خط مشی حزب و سیاست‌های آن را نداشتند. او از سویی به اعضا یادآوری می‌کرد که در جنبش کارگری فعالیت کنند و به عضوگیری بین پرولتاریا بپردازند از سوی دیگر پیشنهاد کرد که کمیته مرکزی حزب باید کمیته‌های مسئول جهت تبلیغ و تعلیم اعضای حزب تشکیل دهد و دوره‌های کوتاه جهت آموختن برنامه سیاسی و اساسنامه حزب و تربیت کادرها برپا کند. او شعار حزب را با خواست‌های عمده خلق ویتنام مانند استقلال ملی و آزادی‌های دموکراتیک و بهتر شدن شرایط زندگی و حق شرکت حزب در فعالیت‌های قانونی تلفیق کرد. او تأکید می‌کرد که: «برای رسیدن به هدف‌های فوق باید کوشش کرد تا جبهه دمکراتیک ملی وسیعی تشکیل گردد. این جبهه نه تنها باید مردم هندوچین را . . . نه تنها مردم زحمتکش را، بلکه هم چنین وابستگان به بورژوازی ملی را نیز دربرداشته باشد.» در پرتو رهبری صحیح هوشی‌مین و کمیته مرکزی حزب، جنبش مبارزاتی توده‌ها برای آزادی‌های دمکراتیک و بهبود شرایط زندگی میلیون‌ها مردم را به خود جلب کرد و وجدان سیاسی آنان را بیدار ساخت.

### زندانی انگلیسی‌ها
از ژوئن ۱۹۳۱ تا بهار سال ۱۹۳۳ به زندان انگلیسی‌ها افتاد. کمی پیش از آغاز جنگ دوم جهانی، حزب کمونیست ویتنام به کار زیر زمینی پرداخته بود.

### حمله ژاپن
هوشی‌مین در سال ۱۹۳۹ حمله ژاپن به ویتنام را پیش‌بینی کرده بود. این حمله در اوت ۱۹۴۰ صورت گرفت. استعمارگران فرانسه ویتنام را دو دستی به ژاپنی‌ها تقدیم کردند. کمیته مرکزی حزب در نوامبر ۱۹۴۰ در هفتمین پلنوم خود مشخص کرد که امپریالیست‌های فرانسه و فاشیست‌های ژاپن دو دشمن مستقیم ویتنام هستند و وظیفه آمادگی برای قیام مسلحانه برای کسب قدرت را در پیش نهاد.

### هشتمین پلنوم کمیته مرکزی
هشتمین پلنوم کمیته مرکزی (مه ۱۹۴۱) به ریاست هوشی‌مین، به منظور گردآوری بخش‌های مهم و وسیع مردم و برای جلب همه نیروهای انقلابی، تصمیم به تأسیس «ویت نام دک لپ دونگ مین» (جامعه استقلال ویتنام) یا به اختصار «ویت مین» را گرفت. پلنوم تصمیم گرفت که بسیج توده‌ها در مبارزه انقلابی بنام ویت مین باشد ولی خصلت پیشاهنگی حزب نه تنها باید نگه داشته شود، بلکه همچنان که جبهه وسعت می‌یابد، نقش حزب باید مستحکم و تقویت گردد. از سال ۱۹۴۱ به بعد، هوشی‌مین دستورالعمل‌هایی را برای تدارک قیام مسلحانه و به‌دست گرفتن قدرت صادر کرد، که مهم‌ترین آن‌ها در اسناد «جنگ چریکی»، «تجربه چریکی چین»، «هنر نظامی سون چو» و «چگونه باید کادرهای نظامی را تعلیم داد» منعکس است.

### زندانی شدن در چین
او در اوت ۱۹۴۲ برای نخستین بار با انتخاب نام هوشی‌مین به چین رفت، ولی هنگام عبور از مرز توسط مقامات محلی چیانگ کای‌شک دستگیر شد و برای بار دوم به زندان افتاد. هوشی مین در شرایط فوق‌العاده بد زندان خیلی رنج کشید. او در یکی از اشعار خود در زندان بنام «خاطرات زندان» چنین می‌گوید: «سرسخت و بردبار هیچگاه حتی یک اینچ عقب ننشستم گرچه جسماً در عذابم، روحیه‌ام تزلزل ناپذیر است . . .»

### بیانیه استقلال و ریاست جمهوری
با تشکیل کنفرانس ملی حزب در روز ۱۵ اوت ۱۹۴۵ و تصمیم یک قیام عمومی، پایه حکومت موقت جمهوری دمکراتیک ویتنام گذاشته شد؛ و بالاخره در ۲ سپتامبر ۱۹۴۵ در میدان بادین هوشی‌مین از طرف دولت بیانیه تاریخی استقلال را قرائت کرد. این بیانیه جوهر کارهای پیشین هوشی‌مین و ورقه زرینی در تاریخ مبارزات سرسخت و مستمر خلق ویتنام بود. در روز ۲ مارس ۱۹۴۶، در نخستین نشست مجلس ملی، هوشی‌مین به عنوان ریاست جمهوری دمکراتیک ویتنام انتخاب گشت. در ۹ نوامبر همان سال، نخستین اساسنامه جمهوری دمکراتیک ویتنام تصویب شد.

## مقاومت ملی علیه استعمارگران فرانسوی
هوشی‌مین روز ۴ سپتامبر ۱۹۴۶ طی قرارداد موقتی با حکومت فرانسه، فرصت کافی به نیروهای ویتنامی برای تدارک مقاومت خلقی را داد. در ۱۹ دسامبر جنگ سراسری در تمام ویتنام درگرفت. هوشی‌مین طی فراخوانی، روز ۲۰ دسامبر ۱۹۴۶، خلق ویتنام را برای مقاومت ملی علیه استعمارگران فرانسوی دعوت کرد. در طول این جنگ عظیم، هوشی‌مین ده‌ها نامه به مسئولان حزب نوشت و طی کتابی به نام «بگذار ما سبک کارمان را بهبود دهیم»، سخن خود را با کادرها و اعضای حزب ادامه داد. وی به کادرها آموخت که وطن دوستی اصیل را با انترناسیونالیسم پرولتری، در هم آمیزد.
هوشی‌مین دیگر کشورهای جهان را در ژانویه ۱۹۵۰ برای به رسمیت شناختن جمهوری دمکراتیک ویتنام دعوت کرد. این دعوت وسیله اتحاد جماهیر شوروی و دیگر کشورهای سوسیالیستی و دمکراتیک بزودی جامه عمل پوشید. در دومین کنگره حزب (ژانویه ۱۹۵۱) هوشی‌مین خاطر نشان ساخت که: «کنگره، کنگره مقاومت است و وظیفه اش به پیروزی رساندن کامل مقاومت.» وی در جمع‌بندی تجربه سیاست «اتحاد ملی وسیع» این شعار معروف خود را مطرح ساخت: اتحاد، اتحاد، اتحادی وسیع موفقیت، موفقیت، موفقیتی عظیم.

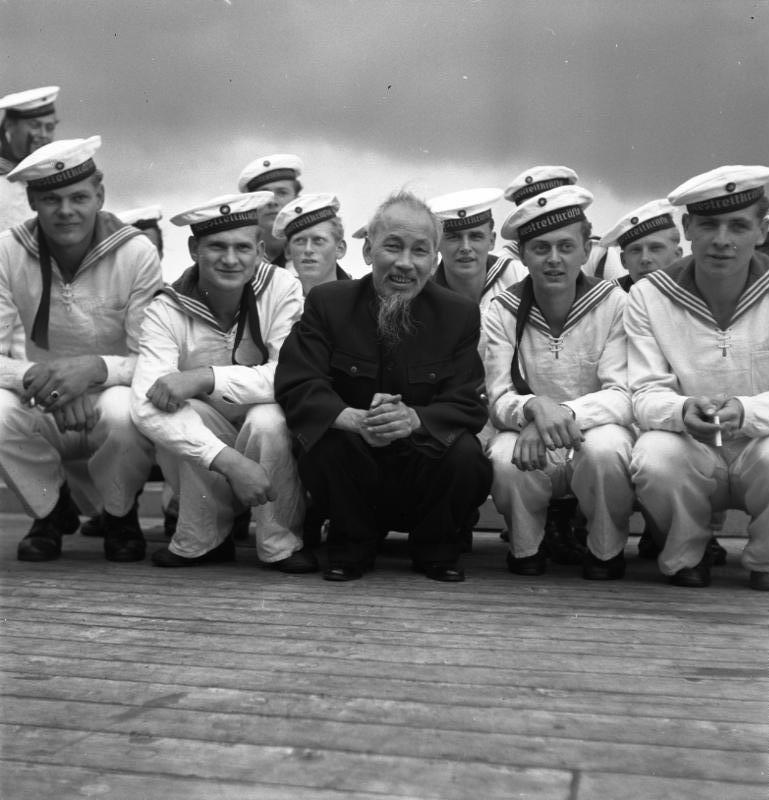
۱۹۵۷

### امضای موافقت نامه سازمان ملل متحد ژنو
در جنگ میهنی علیه استعمارگران فرانسه، که در زمستان ۱۹۵۳ و بهار ۱۹۵۴ به شدیدترین حد خود رسیده بود، نیروهای ملی ویتنام توانستند همه جا نیروهای فرانسوی را شکست دهند، و بالاخره در پیروزی معروف دین بین فو (۲۶ نوامبر ۱۹۵۴) هوشی مین اعلام کرد که حاضر است با دولت فرانسه توافق سیاسی برمبنای احترام صمیمانه به استقلال واقعی ویتنام امضاء کند. به این ترتیب، پس از امضای موافقت نامه ژنو (۲۰ ژوئیه ۱۹۵۴) برای نخستین بار در تاریخ، یک کشور کوچک و ضعیف مستعمره، یک قدرت استعماری بسیار قوی را شکست داد و کمک به روند تلاشی سیستم استعماری امپریالیسم کرد. از سال ۱۹۵۴ امپریالیست‌های جدیدی جای استعمارگران سابق را گرفتند. با اجرای سیاست مداخله گرایانه و تجاوزکارانه، آمریکائیان خرابکاری خود را علیه موافقتنامه سازمان ملل متحد ژنو در ویتنام جنوبی آغاز کردند.

### قیام‌های ۱۹۶۰
در سال ۱۹۶۰ قیام‌های هماهنگ در ویتنام جنوبی آغاز شد که منجر به تشکیل «جبهه ملی ویتنام جنوبی برای آزادی» در روز دسامبر ۱۹۶۰ گشت. فراخوان هوشی‌مین دربارهٔ تجاوزکاران آمریکایی چنین بود: «ممکن است جنگ پنج، ده بیست سال یا بیشتر به طول انجامد. ممکن است هانوی و هانفونگ و بسیاری ار شهرها و کارخانه‌ها نابود گردد، ولی خلق ویتنام هیچگاه مقهور نخواهد شد . . .» حماسه جنگ ویتنام علیه امپریالیسم آمریکا از اینجا آغاز شد. سرانجام نیز ماشین عظیم جنگی آمریکا در مقابل اراده خلقی کوچک، که به کمک بی شائبه مادی و معنوی کشورهای سوسیالیستی و قبل از همه و بیش از همه اتحاد شوروی تکیه داشت بزانو درآمد و در اول نوامبر ۱۹۶۸ دولت آمریکا، مجبور به پایان دادن بدون قید و شرط به بمباران و گلوله‌باران تمام خاک جمهوری دمکراتیک ویتنام شمالی و مذاکره با نمایندگان جمهوری دمکراتیک ویتنام شمالی و جبهه ملی ویتنام جنوبی برای آزادی در کنفرانس چهارجانبه پاریس گشت.

## درگذشت

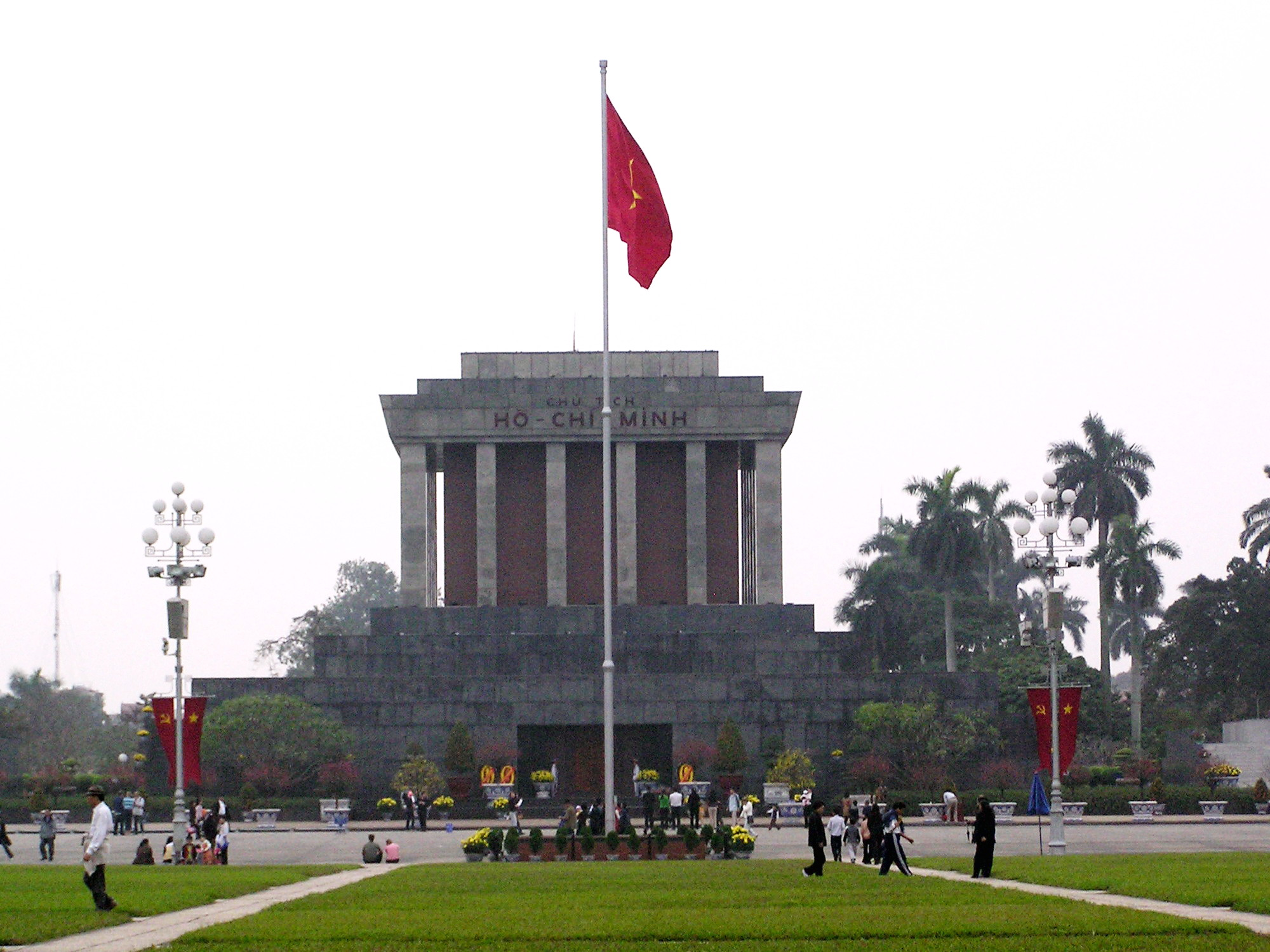

ساعت ۹ و ۴۷ دقیقه صبح روز ۳ سپتامبر ۱۹۶۹، هوشی مین در سن ۷۹ سالگی درگذشت. بیش از ۲۲۰۰۰ پیام و نامه تسلیت از ۱۲۱ کشور جهان و شخصیت‌های مهم به ویتنام ارسال شد.
کمیته مرکزی حزب کمونیست ویتنام طی فراخوانی چنین گفت: «رفیق هوشی‌مین، میهن دوست بزرگ، درگذشت. زندگی وی نمونه درخشان قهرمانی انقلابی، همبستگی رزمنده، سادگی، فروتنی، کوشایی، صرفه جویی، راستی، درستی بود. نام وی مظهر درخشان‌ترین تاریخ ملت ویتنام است.» گرچه هوشی‌مین نماند تا وحدت شمال و جنوب کشورش را به چشمان خود ببیند، ولی برای همیشه در قلب خلق‌های سراسر ویتنام خواهد زیست.

## یاداشت
1. 1 2  His birth name appeared in a letter from the director of Collège Quốc học, dated 7 August 1908.[۲]